# David Morrissey
David Mark Morrissey, född 21 juni 1964 i Liverpool, England, är en brittisk skådespelare och filmregissör.

## Filmografi (i urval)
- 1983 – En sommar (TV-serie)
- 1988 – Dränkta i nummerordning
- 1991 – Robin Hood
- 1992 – Waterland
- 1994 – En mänsklig historia
- 1998 – Hilary & Jackie
- 1998 – Kommissionären
- 1998 – Vår gemensamme vän (TV-serie)
- 1999 – Fanny och Elvis
- 2000 – Born Romantic
- 2001 – Kapten Corellis mandolin
- 2003 – Den tredje makten (TV-serie)
- 2003 – Flicka med pärlörhänge
- 2005 – Derailed
- 2005 – Stoned
- 2006 – Basic Instinct 2
- 2007 – The Reaping
- 2007 – Vattenhästen
- 2008 – Den andra systern Boleyn
- 2008 – Förnuft och känsla (TV-serie)
- 2009 – Nowhere Boy
- 2009 – Red Riding
- 2010 – Centurion
- 2011 – Blitz
- 2012 – Earthbound
- 2012 – The Hollow Crown (TV-serie)
- 2012–2013 – The Walking Dead (TV-serie)
- 2013 – Welcome to the Punch
- 2022 – Sherwood (TV-serie)
- 2024 – Daddy Issues (TV-serie)
- 2025 – Prime Target (TV-serie)
- 2025 – The Woman in Cabin 10